# Kedungwinangun
Kedungwinangun is een bestuurslaag in het regentschap Kebumen van de provincie Midden-Java, Indonesië. Kedungwinangun telt 4370 inwoners (volkstelling 2010).